# Geboortemaandeffect
Het geboortemaandeffect is het (statistisch aangetoonde) effect van iemands geboortedatum op diens latere levensloop, meestal vanwege de gevolgen van een jaarlijkse selectie waardoor een deel van de geselecteerden relatief oud is en een voordeel heeft boven anderen. 

## Uitleg
Het geboortemaandeffect is bijvoorbeeld aangetoond voor sportprestaties: er zijn statistisch meer professionele spelers die zijn geboren in de eerste helft van het jaar en van die groep nog weer meer in het eerste kwartaal. Zo blijkt bijvoorbeeld dat uit een groep van 168 willekeurige profvoetballers 42% in januari, februari of maart is geboren en slechts 10% in oktober, november en december.
De meest geleverde verklaring betreft het scoutingssysteem van (amateur)clubs. Een speler die op 1 januari is geboren wordt in dezelfde groep ingedeeld als een die op 31 december van hetzelfde jaar is geboren; er is bijna een jaar leeftijdsverschil, wat bij jongere kinderen zomaar een tiende of zelfs een vijfde van hun hele leven kan zijn. Het grote verschil in bijvoorbeeld kracht werkt door in hoe trainers de spelers waarderen en overdragen aan volgende groepen. Het zogenoemde Mattheuseffect beschrijft de zelfversterkende werking hiervan: de voorliggende kinderen krijgen meer zelfvertrouwen, krijgen meer oefenmogelijkheden, worden hoger gewaardeerd en gaan dus nog meer voorliggen.
Het geboortemaandeffect lijkt ook op te treden in het lagere, hogere en universitaire onderwijs, waarbij kinderen die aan het begin van het schooljaar of academische jaar zijn geboren en dus relatief ouder zijn, beduidend beter presteren dan leerlingen en studenten die later zijn geboren. Het effect is ook aangetoond voor diverse leiderschapsposities in het bedrijfsleven.
Het geboortemaandeffect moet niet worden verward met astrologie en horoscopen: het geboortemaandeffect betreft een wetenschappelijk aangetoond statistisch verschil in levensloop, met name in sportprestaties, met een algemeen aanvaarde verklaring en aantoonbaar onderliggend mechanisme – zoals het sport- en schoolsysteem dat in jaren indeelt – terwijl astrologie en horoscopen een veel grotere ambitie hebben – ze doen ook uitspraken over iemands karakter en doen voorspellingen over wat elke dag in iemands leven zal brengen en wat bijvoorbeeld geschikte partners en zakenbeslissingen zijn – terwijl ze wetenschappelijk nooit zijn aangetoond.
Er is maatschappelijk debat over hoe de onrechtvaardigheid van het geboortemaandeffect is op te lossen, maar er is nog geen wetenschappelijke consensus over de beste methodieken.